# 84882 Table Mountain
Table Mountain (asteróide 84882) é um asteróide da cintura principal, a 1,8593833 UA. Possui uma excentricidade de 0,2942064 e um período orbital de 1 561,83 dias (4,28 anos).
Table Mountain tem uma velocidade orbital média de 18,35046701 km/s e uma inclinação de 13,85424º.
Este asteróide foi descoberto em 1 de Fevereiro de 2003 por James Young.